# Yu Shan
Yu Shan (chino mandarín, 玉山 yùshān (pinyin), Español: 'Montaña de Jade', Inglés: Jade Mountain) es la montaña más alta de Taiwán, ubicada en el centro de la isla.

## Parque Nacional de Yushan
Yushan es parte del parque nacional de Yushan (玉山國家公園), uno de los parques administrados por la RDC. La montaña Jade es la montaña favorita de los escaladores taiwaneses. Muchas otras montañas están dentro del citado parque, incluyendo las montañas Siouguluan, Mabolasih, Dafenjian, Sinkang, y Guan.  

El parque también es muy conocido por la variedad de fauna y flora que este posee.  

## Clima
| Parámetros climáticos promedio de Yu Shan (1991-2020) | Parámetros climáticos promedio de Yu Shan (1991-2020) | Parámetros climáticos promedio de Yu Shan (1991-2020) | Parámetros climáticos promedio de Yu Shan (1991-2020) | Parámetros climáticos promedio de Yu Shan (1991-2020) | Parámetros climáticos promedio de Yu Shan (1991-2020) | Parámetros climáticos promedio de Yu Shan (1991-2020) | Parámetros climáticos promedio de Yu Shan (1991-2020) | Parámetros climáticos promedio de Yu Shan (1991-2020) | Parámetros climáticos promedio de Yu Shan (1991-2020) | Parámetros climáticos promedio de Yu Shan (1991-2020) | Parámetros climáticos promedio de Yu Shan (1991-2020) | Parámetros climáticos promedio de Yu Shan (1991-2020) | Parámetros climáticos promedio de Yu Shan (1991-2020) |
| Mes                                                   | Ene.                                                  | Feb.                                                  | Mar.                                                  | Abr.                                                  | May.                                                  | Jun.                                                  | Jul.                                                  | Ago.                                                  | Sep.                                                  | Oct.                                                  | Nov.                                                  | Dic.                                                  | Anual                                                 |
| ----------------------------------------------------- | ----------------------------------------------------- | ----------------------------------------------------- | ----------------------------------------------------- | ----------------------------------------------------- | ----------------------------------------------------- | ----------------------------------------------------- | ----------------------------------------------------- | ----------------------------------------------------- | ----------------------------------------------------- | ----------------------------------------------------- | ----------------------------------------------------- | ----------------------------------------------------- | ----------------------------------------------------- |
| Temp. máx. abs. (°C)                                  | 18.9                                                  | 20.5                                                  | 20.9                                                  | 23.2                                                  | 20.5                                                  | 23.5                                                  | 23.8                                                  | 21.7                                                  | 23.6                                                  | 23.2                                                  | 20.2                                                  | 16.8                                                  | 23.8                                                  |
| Temp. máx. media (°C)                                 | 4.6                                                   | 4.5                                                   | 6.4                                                   | 8.7                                                   | 11.2                                                  | 12.9                                                  | 14.4                                                  | 14.0                                                  | 14.0                                                  | 13.9                                                  | 10.6                                                  | 6.7                                                   | 10.2                                                  |
| Temp. media (°C)                                      | -0.5                                                  | −0.2                                                  | 1.4                                                   | 3.6                                                   | 6.0                                                   | 7.4                                                   | 8.0                                                   | 7.8                                                   | 7.4                                                   | 6.6                                                   | 4.1                                                   | 1.2                                                   | 4.4                                                   |
| Temp. mín. media (°C)                                 | −4.0                                                  | −3.4                                                  | −1.7                                                  | 0.6                                                   | 3.0                                                   | 4.5                                                   | 4.6                                                   | 4.6                                                   | 4.1                                                   | 2.8                                                   | 0.7                                                   | −2.1                                                  | 1.1                                                   |
| Temp. mín. abs. (°C)                                  | -18.4                                                 | -14.8                                                 | -15.2                                                 | -10.1                                                 | -3.9                                                  | -1.9                                                  | -3.2                                                  | -0.4                                                  | -2.4                                                  | -5.5                                                  | -10.6                                                 | -15.0                                                 | -18.4                                                 |
| Precipitación total (mm)                              | 83.7                                                  | 67.2                                                  | 94.8                                                  | 201.2                                                 | 423.6                                                 | 459.6                                                 | 434.2                                                 | 516.0                                                 | 297.2                                                 | 145.1                                                 | 98.3                                                  | 81.6                                                  | 2902.5                                                |
| Días de lluvias (≥ 1 mm)                              | 6.8                                                   | 6.9                                                   | 7.8                                                   | 13.1                                                  | 18.7                                                  | 18.0                                                  | 18.1                                                  | 18.4                                                  | 14.4                                                  | 10.1                                                  | 8.2                                                   | 6.5                                                   | 147                                                   |
| Horas de sol                                          | 207.0                                                 | 158.7                                                 | 151.0                                                 | 139.4                                                 | 133.8                                                 | 135.9                                                 | 171.3                                                 | 150.8                                                 | 158.5                                                 | 213.6                                                 | 199.7                                                 | 197.1                                                 | 2016.8                                                |
| Humedad relativa (%)                                  | 62.3                                                  | 70.7                                                  | 76.2                                                  | 80.0                                                  | 81.5                                                  | 80.8                                                  | 77.7                                                  | 81.0                                                  | 77.4                                                  | 66.4                                                  | 65.9                                                  | 63.1                                                  | 73.6                                                  |
| Fuente: 交通部中央氣象局                              |                                                       |                                                       |                                                       |                                                       |                                                       |                                                       |                                                       |                                                       |                                                       |                                                       |                                                       |                                                       |                                                       |